# Leonard Biełozierski
Leonard Biełozierski (ur. 12 czerwca 1912 w Lubikowiczach, zm. 18 lutego 1993) – pułkownik WP, oficer PRL-owskich służb specjalnych (kontrwywiadu wojsk. Głównego Zarządu Informacji WP i wywiadu wojsk. Oddziału II/Zarządu II Sztabu Generalnego Wojska Polskiego) m.in. szef Wydziału XI Oddziału II SG. WP, Wydziału Personalnego Zarządu II SG. WP i członek Delegacji Polskiej przy Międzynarodowej Komisji Nadzoru i Kontroli w Laosie w 1968 roku.
Syn Samuela i Olgi. W sierpniu 1945 roku słuchacz Wyższej Szkoły Polityczno-Wychowawczej, w marcu 1946 roku, przeniesiony jako oficer do centrali Głównego Zarządu Informacji Wojska Polskiego, organu zajmującego się kontrwywiadem wojskowym, i bezpieczeństwem wewnętrznych sił zbrojnych. W październiku 1947 roku przeniesiony do Oddziału II Sztabu Generalnego LWP (wywiadu wojskowego) gdzie zaczął służbę jako starszy pomocnik szefa Sekcji Personalnej. (Wówczas już Oddział II, od lipca 1947 podlegał pod Ministerstwo Bezpieczeństwa Publicznego, gdzie został połączony z Wydziałem II Samodzielnym MBP, co utworzyło Departament VII Ministerstwa Bezpieczeństwa Publicznego, zajmujący się wywiadem, lecz nadal nazywano go Oddziałem II. Do oryginalnej struktury wrócono w czerwcu 1950 roku).
Od marca 1948 starszy pomocnik kierownika Sekcji 1 Oddziału II, następnie od maja kierownik Sekcji 1 (personalnej) Oddziału II. Od sierpnia 1949 roku pełniący obowiązki szefa Wydziału XI, a od lutego 1950 roku szef Sekcji XI Oddziału II. Od kwietnia 1950 szef Wydziału IX Oddziału II. Po reorganizacji wywiadu wojskowego w 1951 roku, pozostał w nowo powołanym Zarządzie II SG.WP, gdzie 2 lutego 1952 został szefem Wydziału Personalnego. 16 lipca 1953 roku został mianowany attaché wojskowym w Pradze, po powrocie w marcu 1954 szef Wydziału Rezerwy Kadrowej Zarządu II SG.WP. Od 21 marca 1954 w dyspozycji Departamentu Kadr Ministerstwa Obrony Narodowej i od 1 kwietnia zastępca szefa Głównej Administracji Mieszkań Instytucji Centralnych MON, następnie od października szef. 15 lutego 1956 roku mianowany attaché wojskowym w Budapeszcie, po powrocie z Węgier w styczniu 1959 roku kierownik Sekcji w Wydziale Operacyjno-Szkoleniowym Zarządu II Sztabu Generalnego WP, następnie od 1 lutego 1960 starszy pomocnik szefa Wydziału Operacyjno-Szkoleniowego Zarządu II. Od 1 listopada 1962 służba poza wojskiem na etacie Zarządu II i 1 sierpnia 1969 roku, członek Delegacji Polskiej przy Międzynarodowej Komisji Nadzoru i Kontroli w Laosie. Po powrocie do kraju w 1970, zastępca kierownika Zakładu Techniki Specjalnej Zarządu II SG.WP.
Na emeryturze od 11 listopada 1970 roku.